# Grube Hella-Glück
Die Grube Hella-Glück war ein Bergwerk zur Silber-, Kupfer- und Azurit-Gewinnung bei Neubulach im Schwarzwald. Azurit wurde als blaues Farbpigment genutzt. Der Betrieb wurde im späten Mittelalter (etwa 1250) begonnen und wurde bis in die Neuzeit fortgesetzt. Zwischen 1916 und 1945 ging der Bergbau auf Wismut um. Die Grube wird heute als Besucherbergwerk genutzt.

## Geologie
In der Region treten mehrere Gänge in nordwestlich bis südöstlicher Richtung auf, die im Buntsandstein und Muschelkalk liegen. Die Gänge bestehen aus Quarz und Baryt mit Fahlerzen. Haupterze sind die Kupfererze Azurit und Malachit, sowie silber- und wismuthaltige Fahlerze.

## Geschichte

### Mittelalter 1250 bis 1500
Erste Bergbauspuren sind ab der Mitte des 13. Jahrhunderts bekannt, das leuchtend blaue Azurit war für die Farbherstellung sehr gefragt. Die in der Nähe der Schächte angelegte Bergarbeiter-Siedlung wurde im Jahre 1274 vom Grafen zu Hohenberg in den Rang einer Stadt erhoben. Aus den folgenden zwei Jahrhunderten liegen kaum Dokumente vor, der Bergbau ging aber weiter um und für das Jahr 1478 wurden vier Gruben genannt (St. Philipp, St. Jakob, Dreikönig und Stollgrube). Gesichert ist, das zu dieser Zeit das Erz bereits auf dem Tiefenniveau des Maria-Stollens (Teufe: 100 m) abgebaut wurde, der zugleich zentraler Wasserlösungsstollen des Reviers war.

### Neuzeit 1500 bis heute
Um 1514 wird der Bergbau als ruhend beschrieben, jedoch ab 1530 von Vorderösterreich neu begonnen und zeitgleich eine Bergordnung erlassen. Ab 1534 wieder unter Württembergischer Herrschaft, wurde durch Herzog Ulrich von Württemberg bereits zwei Jahre später eine neue Bergfreiheit erlassen. Ab 1538 wurde der Schacht St. Margarethen Fundgruben abgeteuft, ab 1551 der Obere Stollen unter Herzog Christoph von Württemberg in Betrieb genommen. Zwischen 1552 und 1557 ruhte der Betrieb, um danach deutlich umfangreicher wiederaufgenommen zu werden. Ein neues Pochwerk zur Zerkleinerung der Erze entsteht, eine neue Schmelzhütte dient der Metallgewinnung. Bis 1560 wurden mindestens 15 neue Versuchsstollen angelegt. All diese Versuche waren allerdings nicht erfolgreich und der Betrieb wurde ab 1563 erneut stillgelegt.
Nur vier Jahre später wurde ein neuer Anlauf genommen, alte Stollen aufgewältigt und der ehemalige, 115 m tiefe Förderschacht wieder in Funktion gebracht. Alle Anstrengungen waren jedoch erfolglos, Herzog Christoph hatte allein in den letzten 18 Jahren 10.000 Gulden in das Bergwerk investiert, ohne einen einzigen zurückzuerhalten.
Fast 30 Jahre ruhte der Bergbau bei Bulach, ehe es ab 1596 einen erneuten Versuch gab. Hierbei wurde der Maria-Stollen auf 914 Meter Länge erweitert und schlug in den Himmelfahrts-Schacht durch. Von dort wurde der Stollen noch weitere 80 Meter vorangetrieben. Das Unterfangen war wiederum erfolglos, es wurden keine neuen Erzlager gefunden, der Bergbau wurde 1608 aufgegeben.
Für über 100 Jahre ruhte der Bergbau, der Dreißigjährige Krieg und das Fehlen von bauwürdigen Lagerstätten machten einen weiteren Abbau unmöglich. Erst 1719 wird es wieder Aktivitäten geben. Bergverwalter Wolf wirbt um Gewerke und stellt Bergleute ein. Nach wenigen Jahren muss der Betrieb mit hoher Schuldenlast eingestellt werden, ohne jemals Gewinn abgeworfen zu haben. In den nachfolgenden 70 Jahren bis 1790 wechselten sich hoffnungsvolle kurze Betriebsphasen mit Schulden-getriebenen Betriebspausen ab. Eine letzte betriebsame Phase erfolgte von 1822 bis 1831 mit der Auffahrung des Wilhelm-Stollens, der in der Hoffnung unterhalb der alten Abbaue noch bauwürdiges Erz zu finden vorangetrieben wurde. 1831 erfolgte der Durchschlag in die alten Abbaue und die Erkenntnis, dass alles Erz bereits abgebaut war, die Grube wurde sofort stillgelegt.
Eine letzte Bergbauperiode erfolgte zwischen 1916 und 1932, sowie von 1937 bis 1945. Hierbei wurde auf den alten Halden nach Wismuterz geschürft, eine eigene Aufbereitungsanlage wurde am Azuritweg in Neubulach errichtet, diese war 1945 betriebsbereit. Das Ende des Krieges führte dazu, dass die Anlage nie in Betrieb genommen wurde.

## Besucherbergwerk
Im Jahre 1969 formierte sich die Gruppe Stollengemeinschaft Neubulacher Bergwerk, bereits 1970 konnte das Besucherbergwerk eröffnet werden. Seit 2004 können weitere, erschlossene Stollen im Rahmen von Sonderführungen besichtigt werden.